# ایلزه کخ
ایلزه کخ (آلمانی: Ilse Koch; زاده ۲۲ سپتامبر ۱۹۰۶ – درگذشته ۱ سپتامبر ۱۹۶۷) همسر کارل اتو کخ، فرمانده اردوگاه‌های کار اجباری آلمان نازی مایدانک (۱۹۳۷–۱۹۴۱) و بوخن‌والد (۱۹۴۱–۱۹۴۳) بود. در سال ۱۹۴۷ وی یکی از نخستین نازی‌های برجسته شد که توسط ارتش ایالات متحده محاکمه شده‌اند.
پس از اینکه محاکمه او در دنیا مورد توجه رسانه‌ها قرار گرفت، شرح بازماندگان از اعمالش منجر به این شد که دیگر نویسندگان سوءاستفاده وی از زندانیان را سادیستی توصیف کنند و چهره وی به عنوان «زن قاتل اردوگاه کار اجباری» در جامعه آلمان پس از جنگ رایج بود.
او در تاریخ ۱ سپتامبر ۱۹۶۷ در سن ۶۰ سالگی در زندان زنان آیشاخ خودکشی کرد.